# Galgula subapicalis
Galgula subapicalis är en fjärilsart som beskrevs av George Francis Hampson 1909. Galgula subapicalis ingår i släktet Galgula och familjen nattflyn. Inga underarter finns listade i Catalogue of Life.